# Пиацци (лунный кратер)
Кратер Пиацци (лат. Piazzi) — останки большого древнего ударного кратера в южном полушарии видимой стороны Луны. Название присвоено в честь итальянского астронома Джузеппе Пьяцци (1746—1826, Пиацци — устаревшая орфография) и утверждено Международным астрономическим союзом в 1935 г. Образование кратера относится к донектарскому периоду.

## Описание кратера
Ближайшими соседями кратера являются кратер Лагранж на северо-западе; кратер Лакруа на востоке-юго-востоке и кратер Шиккард на юго-востоке. Селенографические координаты центра кратера 36°10′ ю. ш. 68°01′ з. д. / 36,16° ю. ш. 68,01° з. д., диаметр 102,6 км, глубина 1620 м.
Кратер Пиацци практически полностью разрушен и перекрыт породами выброшенными при образовании Моря Восточного, находящегося на северо-западе от кратера, превратишись в понижение местности с трудно различимыми границами. В северной части чаши кратера находятся несколько областей затопленных и выровненных темной базальтовой лавой. В центре чаши расположены останки сглаженного массивного центрального пика.

## Сателлитные кратеры

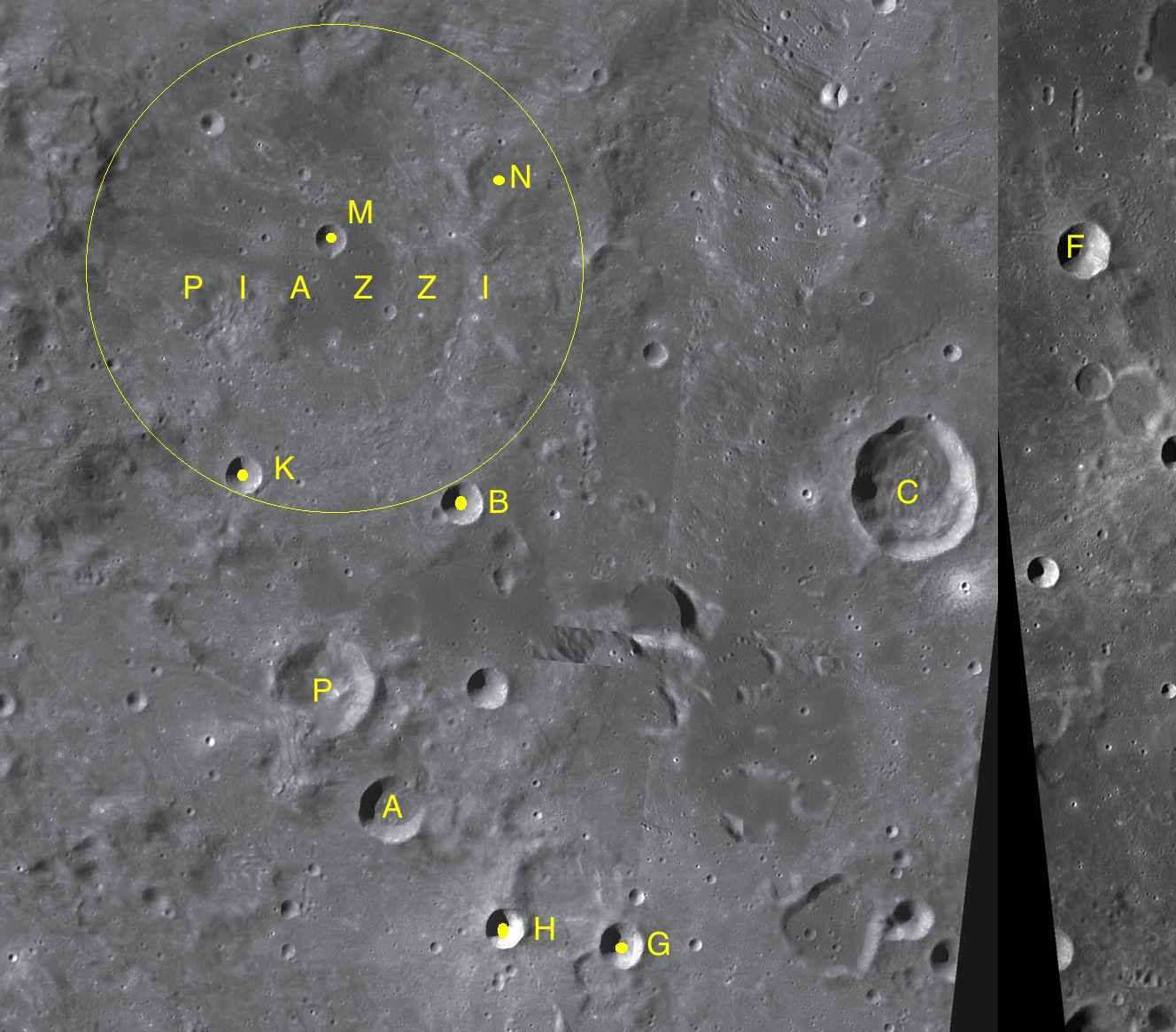
Фрагменты карт LAC-109, LAC-110.

| Пиацци | Координаты                                            | Диаметр, км |
| ------ | ----------------------------------------------------- | ----------- |
| A      | 39°29′ ю. ш. 66°47′ з. д. / 39,49° ю. ш. 66,78° з. д. | 13,0        |
| B      | 37°30′ ю. ш. 66°23′ з. д. / 37,5° ю. ш. 66,38° з. д.  | 8,4         |
| C      | 37°09′ ю. ш. 62°45′ з. д. / 37,15° ю. ш. 62,75° з. д. | 28,0        |
| F      | 35°42′ ю. ш. 61°10′ з. д. / 35,7° ю. ш. 61,16° з. д.  | 11,0        |
| G      | 40°14′ ю. ш. 64°47′ з. д. / 40,23° ю. ш. 64,79° з. д. | 9,0         |
| H      | 40°11′ ю. ш. 65°46′ з. д. / 40,19° ю. ш. 65,76° з. д. | 7,7         |
| K      | 37°25′ ю. ш. 68°09′ з. д. / 37,41° ю. ш. 68,15° з. д. | 7,3         |
| M      | 35°53′ ю. ш. 67°34′ з. д. / 35,88° ю. ш. 67,56° з. д. | 6,2         |
| N      | 35°25′ ю. ш. 66°13′ з. д. / 35,42° ю. ш. 66,21° з. д. | 16,0        |
| P      | 38°44′ ю. ш. 67°25′ з. д. / 38,73° ю. ш. 67,41° з. д. | 19,9        |

## См.также
- Список кратеров на Луне
- Лунный кратер
- Морфологический каталог кратеров Луны
- Планетная номенклатура
- Селенография
- Минералогия Луны
- Геология Луны
- Поздняя тяжёлая бомбардировка